# Don Broco
ドン・ブロコ（Don Broco）は、イングランド出身のオルタナティヴ・ロックバンド。
ポスト・ハードコア・グループの一つ。2015年にリリースした2ndアルバム『Automatic』が、全英アルバムチャート上位を記録し知名度を広めた。

## 概要・略歴
2008年結成。メンバーのロブ、サイモン、マットと、元ベースのルークは同じ高校・大学の同級生である。元々「ドン・ロコ」というバンド名を考えていたが、メンバーのサイモンが腕を骨折したため、からかって「ドン・ブロコ」と呼んでいたことがバンド名の由来。
2011年2月にEP「Big Fat Smile」をリリース。
2012年、方向性の違いから元ベースのルークが脱退。同8月、デビュー・アルバム『Priorities』を「ソニー・ミュージックエンタテインメント」にてリリース。
2015年、2ndアルバム『Automatic』をリリース。同作は全英アルバムチャート6位の好成績を記録。また、2016年には「SharpTone Records」と契約を結び、2ndアルバムを全米でも配給を開始した。
2017年、日本のロックバンド「ONE OK ROCK」のライブツアーに客演にて初来日。および同12月には「MAN WITH A MISSION」の公演にも客演。
2018年2月、3rdアルバム『Technology』を全世界リリース。

## メンバー

### 現ラインナップ
- ロブ・ダミアーニ (Rob Damiani) - ボーカル (2008- )
- サイモン・デラネイ (Simon Delaney) - ギター (2008- )
- トム・ドイル (Tom Doyle) - ベース (2012- )
- マット・ドネリー (Matt Donnelly) - ドラムス (2008- )

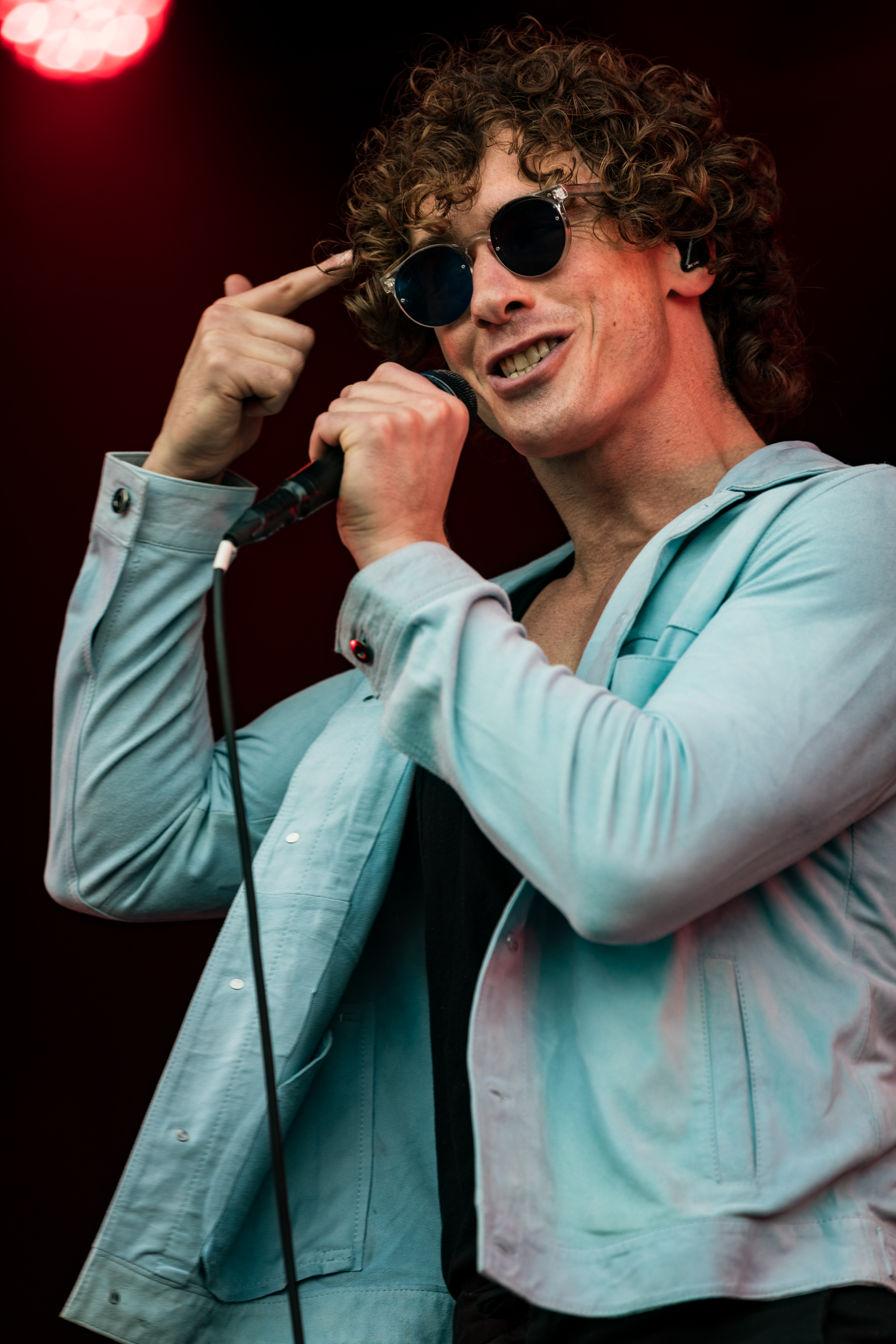
ロブ・ダミアーニ(Vo) 2018年
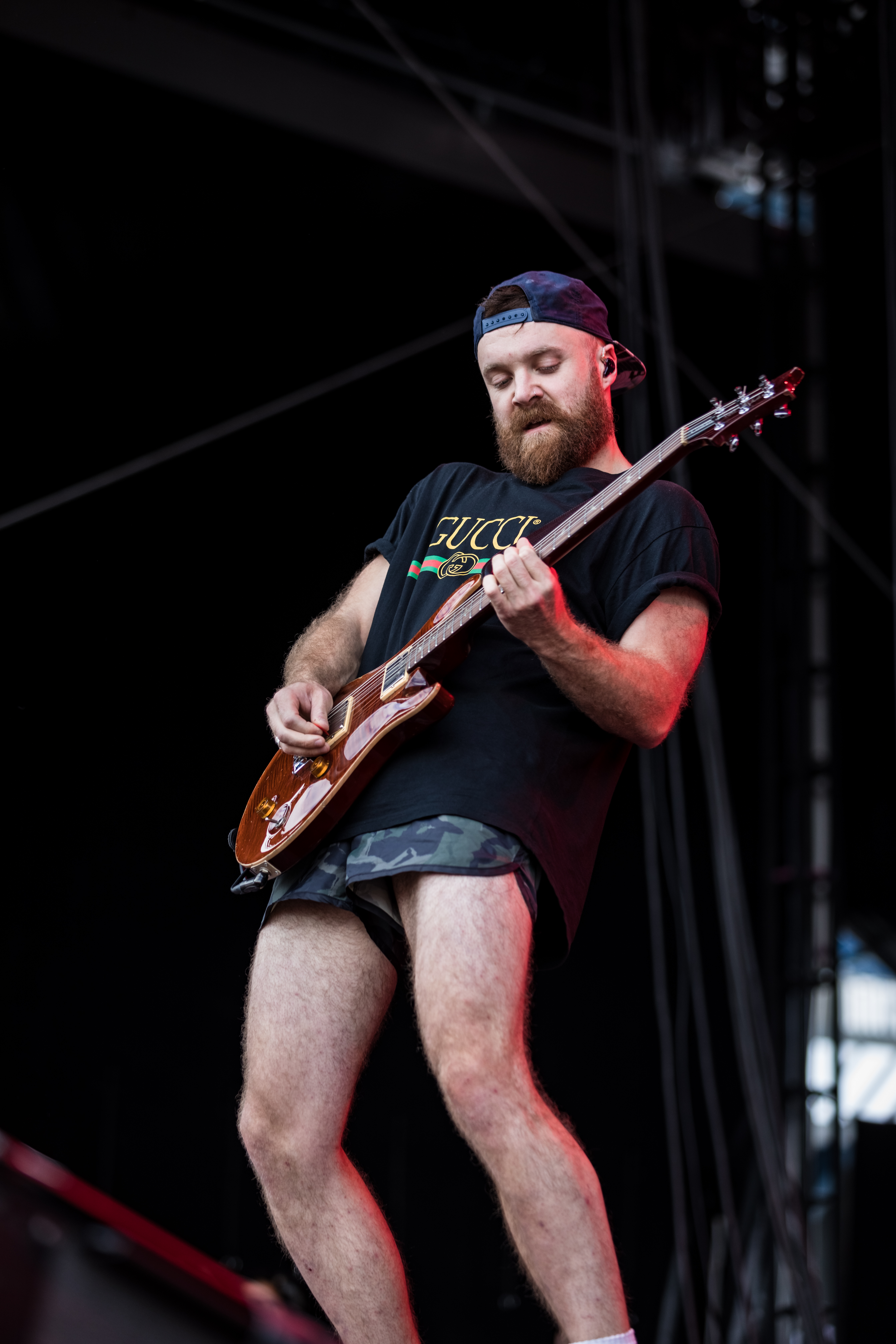
サイモン・デラネイ(G) 2018年
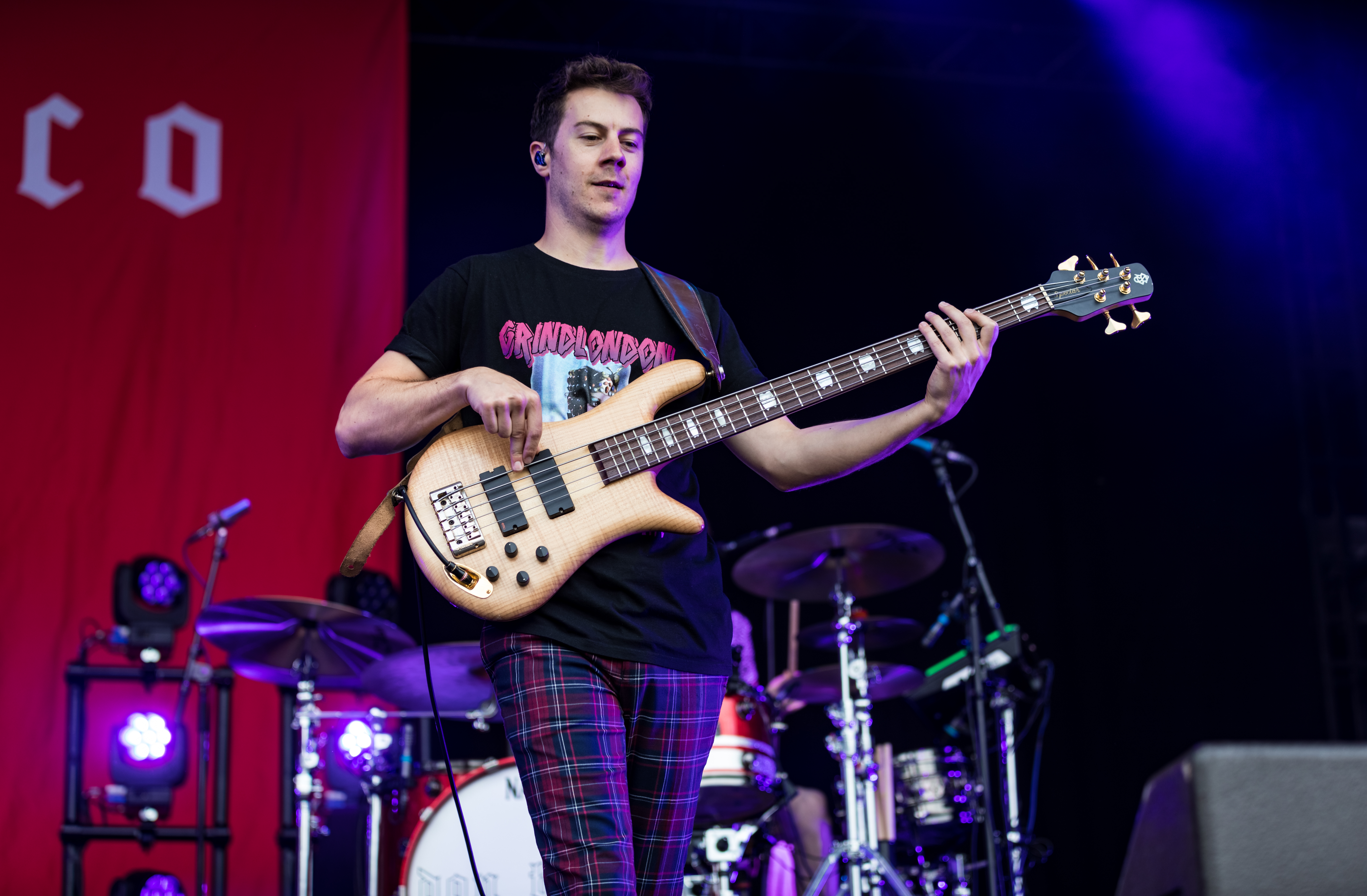
トム・ドイル(B) 2018年
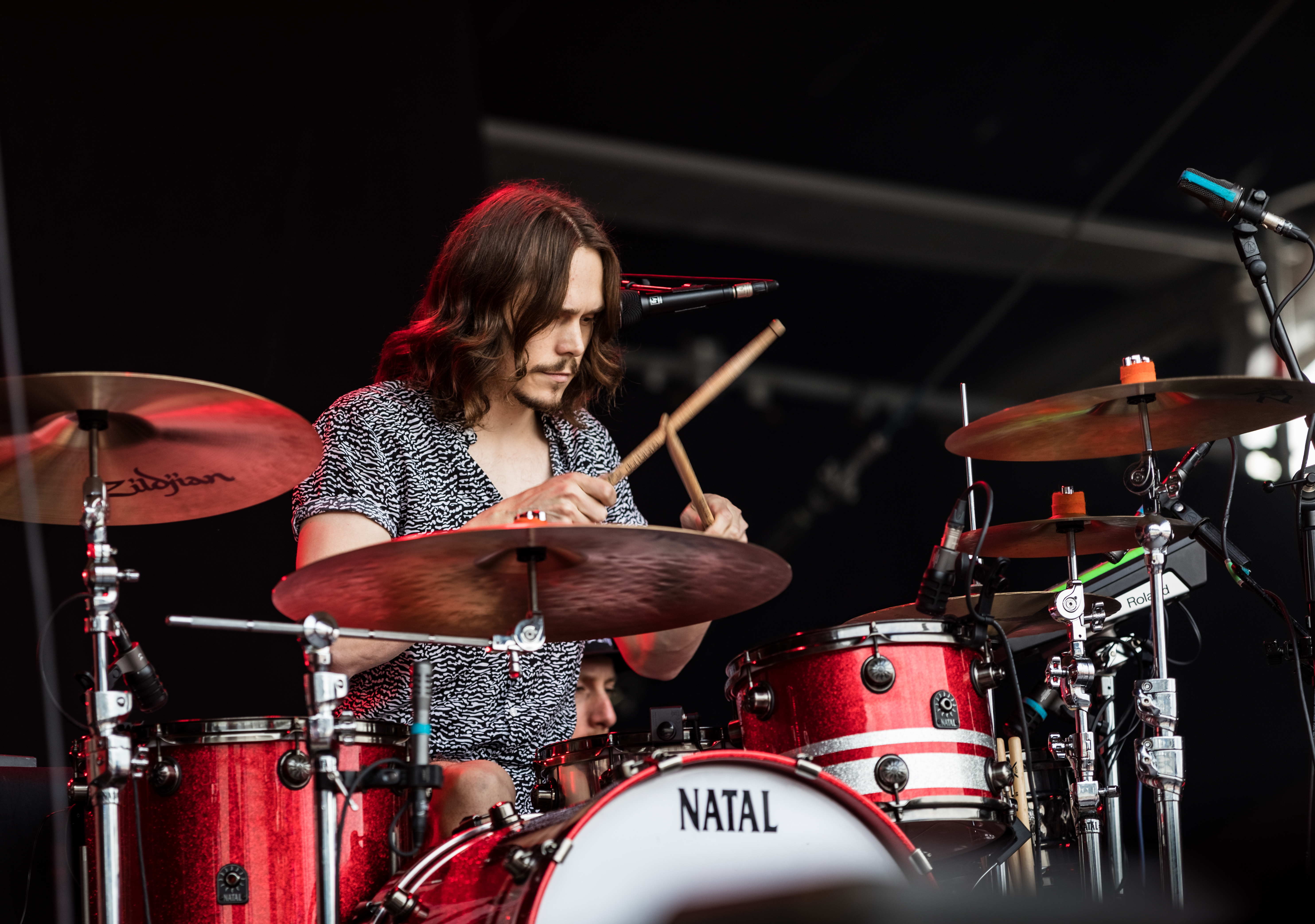
マット・ドネリー(Dr) 2018年

### 旧メンバー
- ルーク・レイナー (Luke Rayner) - ベース (2008–2012)

## ディスコグラフィー

### アルバム
| 発売日        | アルバム名 | レーベル                 | 全英アルバムチャート最高位 |
| ------------- | ---------- | ------------------------ | -------------------------- |
| 2012年8月13日 | Priorities | Sony Music Entertainment | 25位                       |
| 2015年8月7日  | Automatic  | Epic Records             | 6位                        |
| 2018年2月2日  | Technology | SharpTone Records        | 5位                        |

## 日本公演
| 開催年 | 日付・場所                                                          |
| ------ | ------------------------------------------------------------------- |
| 2017年 | - 2月25日〜2月26日 ONE OK ROCK 2017 "Ambitions" JAPAN TOUR          |
| 2017年 | - 12月2日〜12月3日 MAN WITH A MISSION presents "Dog Days Tour 2017" |